# Dineutus solitarius
Dineutus solitarius är en skalbaggsart som beskrevs av Aube. Dineutus solitarius ingår i släktet Dineutus och familjen virvelbaggar. Inga underarter finns listade i Catalogue of Life.